# Calibre (film)
Calibre è un film del 2018 diretto da Matt Palmer.

## Trama
I due amici di vecchia data Marcus (Martin McCann) e Vaughn (Jack Lowden) si riuniscono, un weekend, per una battuta di caccia nelle Highlands scozzesi. Dopo una serata trascorsa in un pub a bere, il mattino seguente si addentrano nella riserva vicina alla ricerca di qualche preda. Mentre tiene sotto il mirino un cervo, il principiante Vaughn colpisce per errore un bambino, capitato appena dietro il corpo dell'animale, uccidendolo. Quando il padre del piccolo si accorge dell'accaduto, sembra intenzionato a colpire con il suo fucile Vaughn, in piedi di fronte a lui al fine di giustiziarlo. Tuttavia egli, ancora esitante, non ha il tempo di decidere se sparargli definitivamente, perché viene  freddato da Marcus, venuto in soccorso dell'amico per proteggerlo. Sconvolto dall'accaduto, Vaughn vorrebbe denunciare l'incidente alla polizia, ma viene convinto da Marcus a insabbiare il crimine. Seppeliti i cadaveri in una fosse scavata nella notte nelle foresta stessa dell'omicidio, i due amici pensano di averla fatta franca, e si dicono pronti a ripartire verso casa il giorno successivo, per non dare sospetti. Una serie di eventi li costringerà tuttavia a restare nel piccolo villaggio e a partecipare alle ricerche delle loro stesse vittime, per la preoccupazione di chi abita e lavora alla riserva, le stesse persone che si scoprono avere legami di parentela con i due uccisi poco vicino i quali non danno più notizie di sè.

## Distribuzione
Il film è stato distribuito in Italia sulla piattaforma Netflix a partire dal 29 giugno 2018.